# 帕耶尔
帕耶尔（Payal），是印度旁遮普邦Ludhiana县的一个城镇。总人口7267（2001年）。

## 人口
该地2001年总人口7267人，其中男性3878人，女性3389人；0—6岁人口923人，其中男533人，女390人；识字率65.45%，其中男性为67.84%，女性为62.70%。